# 圣马丁 (上比利牛斯省)
圣马丹（法語：Saint-Martin，法語發音：[sɛ̃ maʁtɛ̃] ⓘ）是法国上比利牛斯省的一个市镇，位于该省中部，属于塔布区。

## 地名
法语人名在日常人名译名以及《世界人名翻譯大辭典》、《法语姓名译名手册》等主流人名译名类书籍资料中多译作“马丁”，不过在《世界地名翻译大辞典》、《世界地名译名词典》和《法国地图册》等主流地名译名类书籍资料中多译作“马丹”。

## 地理
圣马丹（43°9'40"N, 0°5'14"E）面积8.08 平方千米，位于法国奧克西塔尼大區上比利牛斯省，该省份为法国西南部内陆省份，北至热尔省，西接大西洋比利牛斯省，南与西班牙接壤，东临上加龙省。
与圣马丹接壤的市镇（或旧市镇、城区）包括：奥多斯、阿尔西扎克阿杜尔、贝纳克、贝尔纳克代巴、伊巴雷特、卢埃、莫梅尔、维斯凯。
圣马丹的时区为UTC+01:00、UTC+02:00（夏令时）。

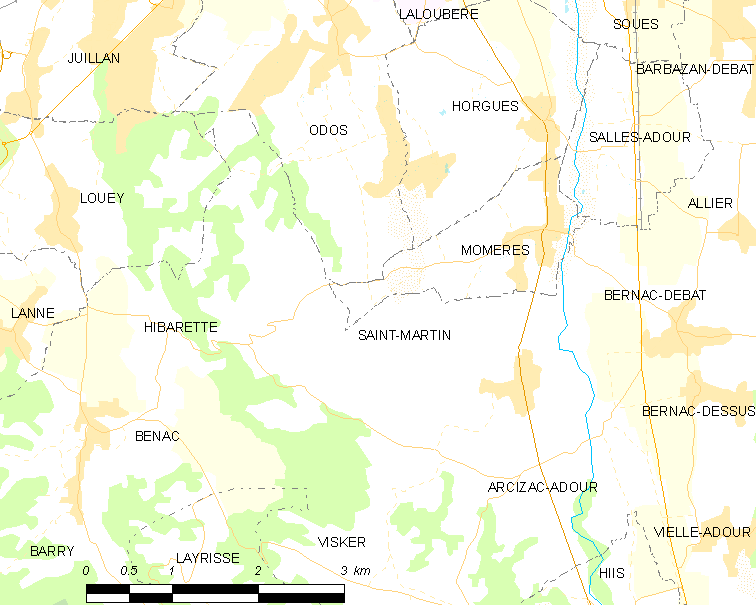
圣马丹的OSM定位图

## 行政
圣马丹的邮政编码为65360，INSEE市镇编码为65392。

## 政治
圣马丹所属的省级选区为中阿杜尔县。

## 人口

1962-2008年间圣马丹人口变化图示

圣马丹于2022年1月1日时的人口数量为437人。